# Autovía A-56
Die Autovía A-56 oder Autovía Lugo–Ourense ist eine Autobahn in Spanien. Sie soll nach Fertigstellung in Lugo beginnen und in Ourense enden. Mit Ausnahme des Abschnittes A Barrela Nord (Provinz Lugo) bis San Martiño (Provinz Ourense) mit 8,8 km Länge, der 2018 oder 2019 fertiggestellt werden soll, ist diese Autobahn noch in der Planung.

## Abschnitte
| Position | Kurzbezeichnung des Abschnitts | Abschnitt                        | km   | Eröffnung                                                         |
| -------- | ------------------------------ | -------------------------------- | ---- | ----------------------------------------------------------------- |
| 1        |                                | Variante Ourense (nord)          | 4,8  | in Planung                                                        |
| 2        |                                | Ourense-Cambeo                   | 5    | in Planung                                                        |
| 3        |                                | Cambeo-San Martiño               | 9,18 | in Planung                                                        |
| 4        |                                | San Martiño-A Barrela (nord)     | 8,8  | Eröffnung voraussichtlich 2018/2019, Projektvergabe abgeschlossen |
| 5        |                                | A Barrela (nord)-Chantada (nord) | 10,3 | Projekt vergeben                                                  |
| 6        |                                | Chantada (nord)-Taboada          | 9    | Projekt vergeben                                                  |
| 7        |                                | Taboada-Narón                    | 12   | Projekt vergeben                                                  |
| 8        |                                | Narón-Guntín                     | 7,6  | Projekt vergeben                                                  |

## Größere Städte an der Autobahn
- Lugo
- Ourense